# Балканска зора (газета)
«Балканска зора» (болг. «Балканска зора»)  — це перша болгарська щоденна газета, яка видавалася в Пловдиві з 1890 по 1894 і з 1 по 4 жовтня 1900.

## Історія
Видавцем газети спочатку був Харитон Ґенадієв, а з 1891 його брат Нікола Ґенадієв. До редакції також входили: Павло Ґенадієв, Іван Стоянович, Володимир Неделев.
Спочатку газета підтримувала позапартійну ліберальну лінію. Після того, як головним редактором став Нікола Ґенадієв, він все більше критикує уряд Стефана Стамболова, а саме свавілля і беззаконня режиму. У газеті також публікувались літературні твори — фейлетони, мемуари тощо.
Назву газети носить одна з вулиць в Пловдиві.

## Джерела

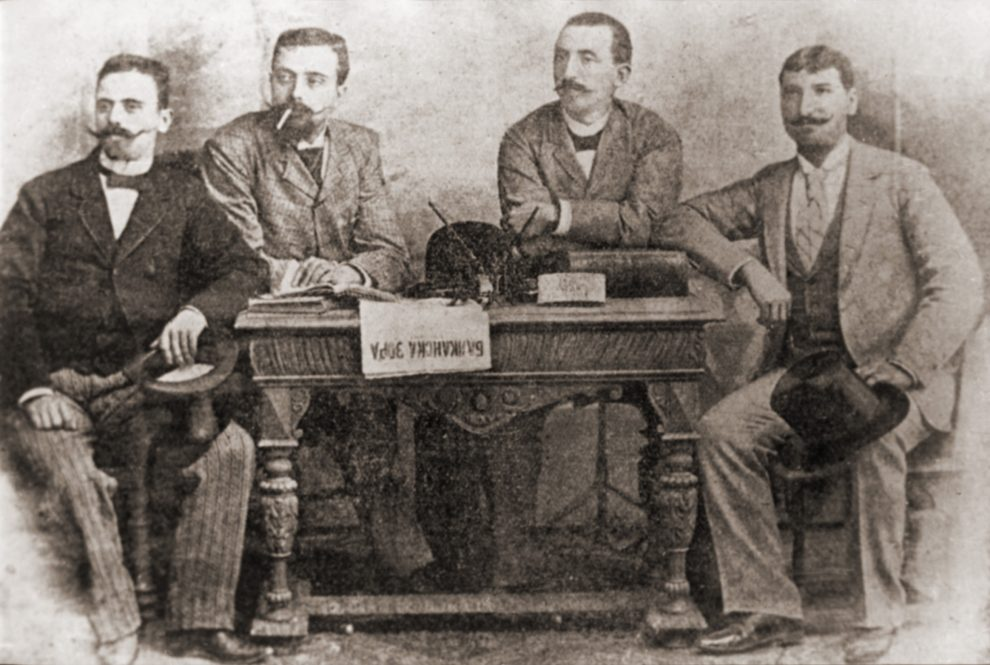
Редакція газети «Балканска зора»: Нікола Ґенадієв, Харитон Ґенадієв, Іван Стоянович, Володимир Неделев